# Archaeophlebia
Genre
Archaeophlebia est un genre d'insectes de la famille des Libellulidae appartenant au sous-ordre des anisoptères dans l'ordre des odonates. Il ne comprend qu'une seule espèce vivante : Archaeophlebia martini.
Le genre compte également une espèce fossilisée, Archaeophlebia enigmatica découverte sur la commune de Menat en France dans le département du Puy-de-Dôme, dans la formation géologique de Menat datant du Paléocène (Thanétien), soit il y a environ entre 59,2 et 56,0 millions d'années,.
Neophlebia est un synonyme pour ce genre.

## Espèces du genreArchaeophlebia
- † Archaeophlebia enigmatica Piton, 1940
- Archaeophlebia martini (Selys, 1896)